# Hinderniskennzeichnung von Windenergieanlagen

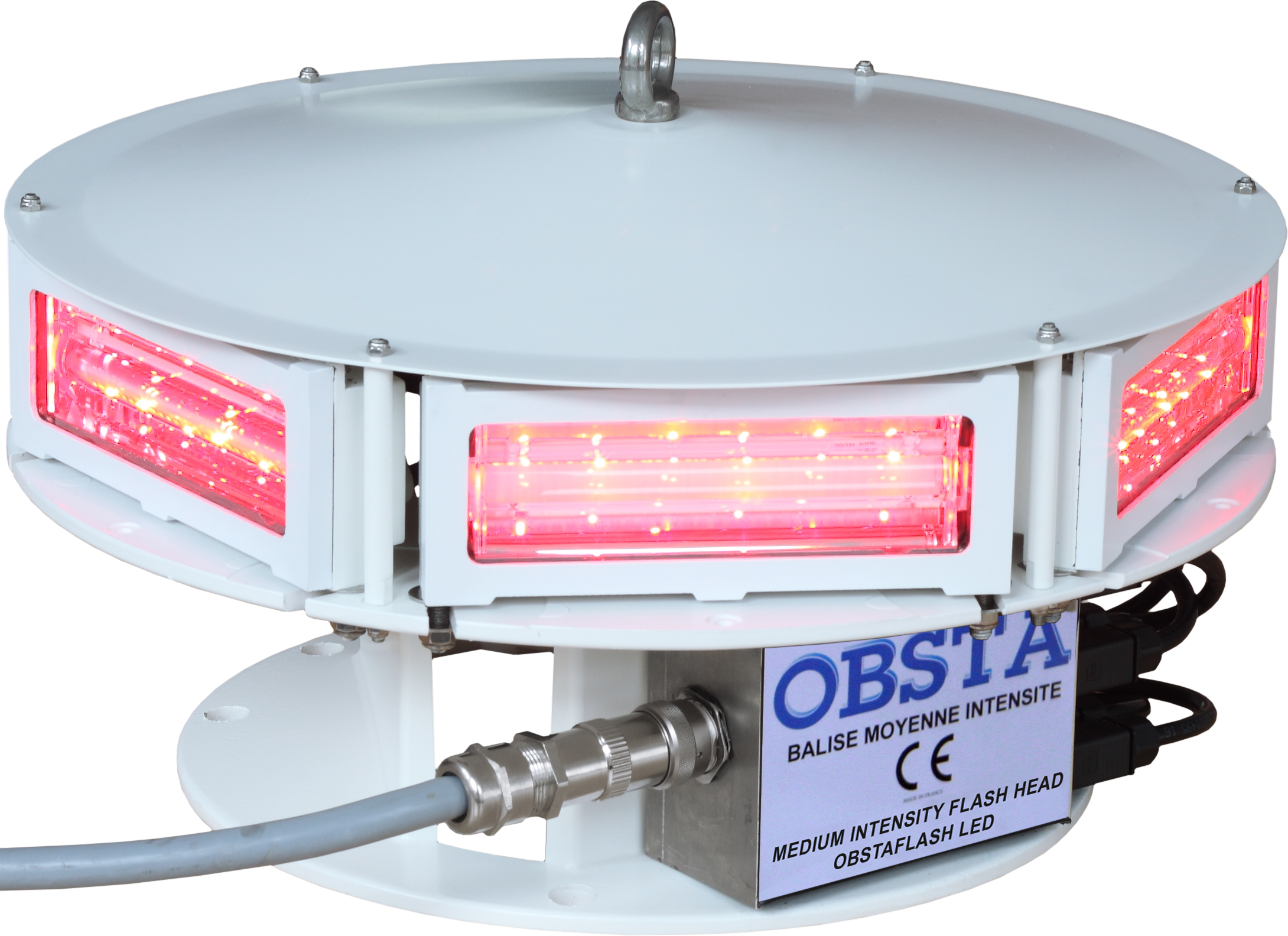
Hindernisbefeuerung OBSTAFLASH mit zum Teil Infrarot-LED zur Installation auf Windkraftanlagen

Mit dem Ausbau der Windenergie im Zuge der Energiewende wachsen sowohl die Dimensionen der Windenergieanlagen als auch deren Anzahl. Daher ist eine angemessene Hinderniskennzeichnung von Windenergieanlagen erforderlich, um Kollisionen mit Luft- bzw. Wasserfahrzeugen zu verhindern.

## Kennzeichnung als Luftfahrthindernis
Die Kennzeichnung von Windenergieanlagen als Luftfahrthindernis erfolgt grundsätzlich nach dem Anhang 14 des Abkommens über die internationale Zivilluftfahrt (ICAO). Durch nationale Vorschriften können jedoch abweichende Regelungen getroffen werden. In Deutschland wird die Hinderniskennzeichnung durch die „Allgemeine Verwaltungsvorschrift zur Kennzeichnung von Luftfahrthindernissen“ (AVV Kennzeichnung) geregelt.
Windenergieanlagen werden in Deutschland generell nach den Richtlinien für allgemeine Luftfahrthindernisse behandelt, müssen also ab einer Gesamthöhe von 100 m gekennzeichnet werden, in Sonderfällen auch bei einer Höhe unter 100 m. Aufgrund der besonderen Eigenschaft der Windenergieanlagen (drehende Rotorblätter etc.) wurden einige Kennzeichnungspflichten speziell für das Anwendungsgebiet der Windenergieanlagen angepasst.

### Tageskennzeichnung

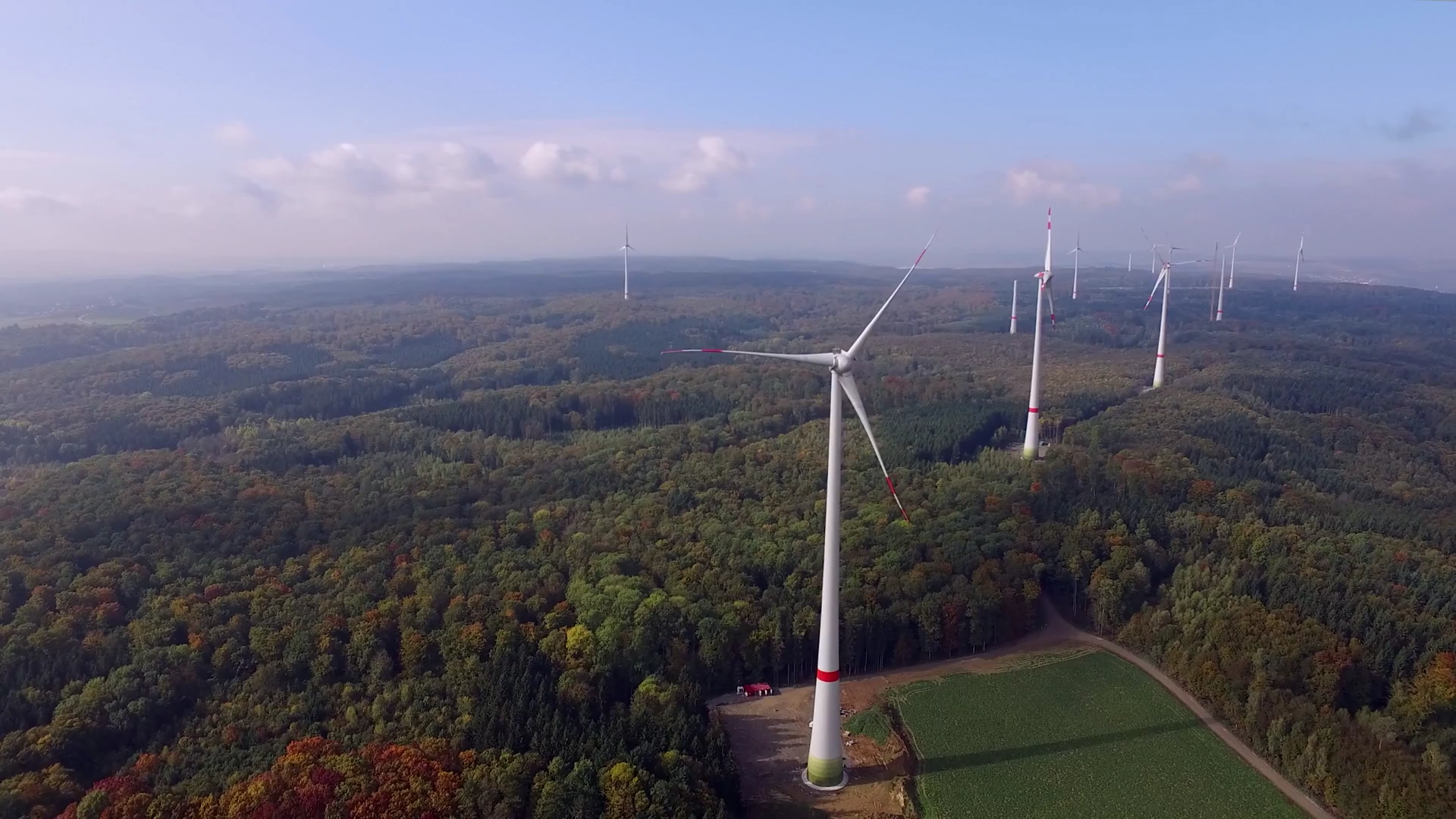
Windpark Harthäuser Wald mit roten Markierungen

Die Tageskennzeichnung von Windenergieanlagen erfolgt in der Regel durch farbliche Markierungen, teilweise um weiß blitzendes Feuer ergänzt.
An den Rotorblättern sind ab 100 Metern Gesamthöhe der Windenergieanlage drei Farbstreifen (rot - weiß oder grau - rot) vorgeschrieben. Ab 150 Metern Gesamthöhe ist das Maschinenhaus zusätzlich mit einem mindestens zwei Meter hohen Streifen zu markieren. Die vollständige Einfärbung des Maschinenhauses ist zulässig und in Deutschland verbreitet. Ab 150 Metern Gesamthöhe ist auch der Turm bei 40 Metern mit einem drei Meter hohen Farbring in Verkehrsorange (RAL 2009) oder Verkehrsrot (RAL 3020) zu markieren. Bei Gittermasten muss dieser Streifen sechs Meter hoch sein.
Tagesfeuer können abhängig von der Hindernissituation ergänzend zur Tagesmarkierung gefordert werden, wenn dies für die sichere Durchführung des Luftverkehrs als notwendig erachtet wird. Das Tagesfeuer muss auf dem Dach des Maschinenhauses gedoppelt installiert werden. Das weiß blitzende Mittelleistungsfeuer hat 20.000 cd, Typ A nach dem Abkommen über die Internationale Zivilluftfahrt, Anhang 14. Vor 2020 konnte das Tagesfeuer alternativ zur farblichen Markierung eingesetzt werden. Es stellt aber die Ausnahme dar.

### Nachtkennzeichnung

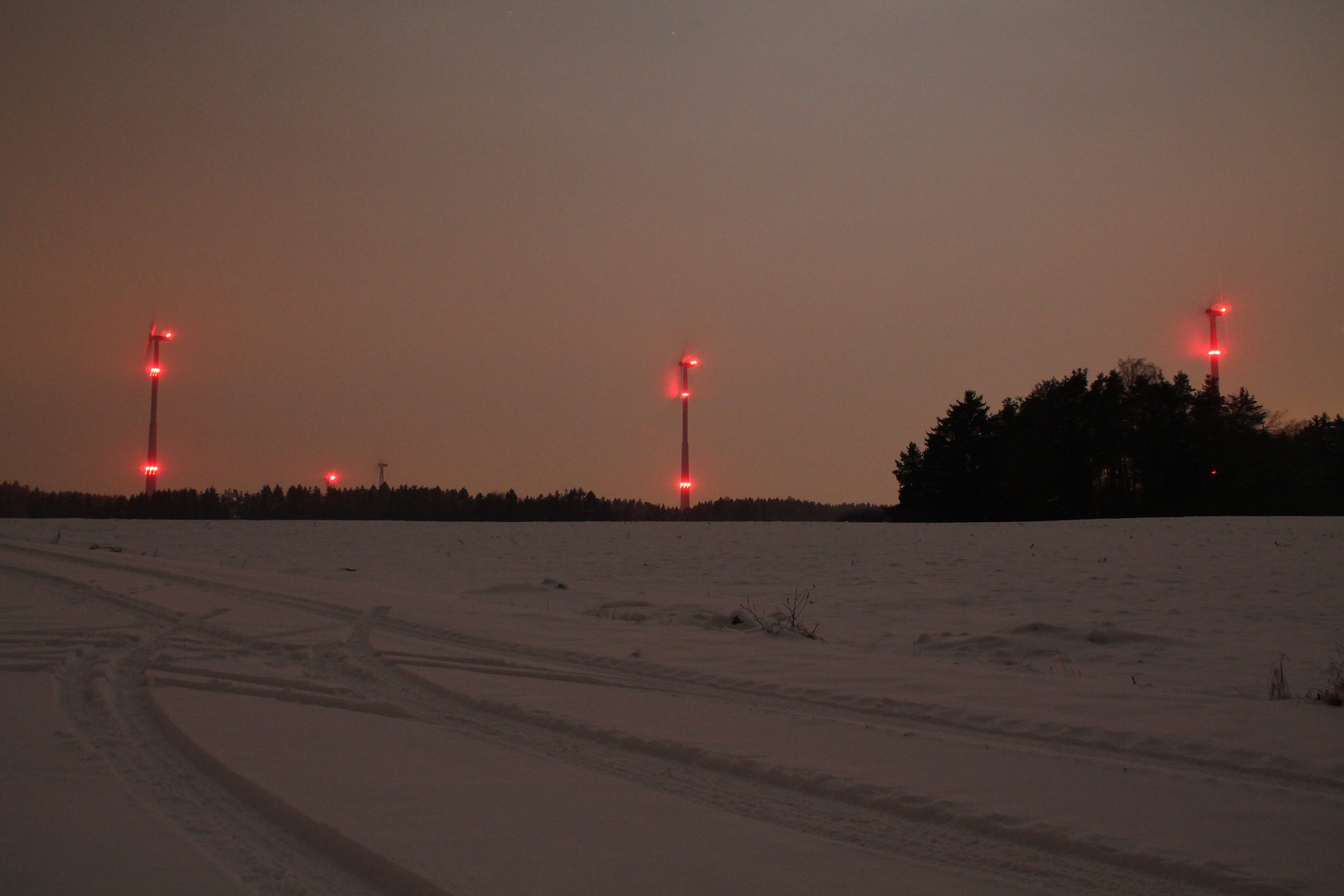
Windpark Neudorf bei Nacht

Die Nachtkennzeichnung der Windenergieanlagen erfolgt ab einer Gesamthöhe von 100 m durch Gefahrenfeuer, Feuer W, rot oder Blattspitzenhindernisfeuer (in Verbindung mit Hindernisfeuer):
- Das Gefahrenfeuer ist ein rotes blinkendes Rundstrahlfeuer mit einer Lichtstärke von 2.000 cd (Mittelleistungsfeuer Typ B nach ICAO Annex 14). Ihr Einsatz erfolgt meist in doppelter Ausführung, um sicherzustellen, dass auch bei Verdeckung durch ein Rotorblatt immer mindestens ein Feuer aus jeder Richtung sichtbar ist. Werden Gefahrenfeuer eingesetzt, darf es vom höchsten Punkt des Rotors um maximal 50 m überragt werden.
- Alternativ zum Gefahrenfeuer kann das Feuer W, rot eingesetzt werden, das ausschließlich bei Windenergieanlagen Verwendung findet. Es ist ein Rundstrahlfeuer mit einer speziellen Abstrahlcharakteristik und vorgegebener Blinkfolge (1s an – 0,5s aus – 1s an – 1,5s aus). Das Feuer W, rot muss in gedoppelter Ausführung auf dem Maschinenhaus installiert werden und darf vom höchsten Punkt des Rotors um maximal 65 m überschritten werden.
- Bei der Blattspitzenbefeuerung schließlich enthält die Spitze der Rotorblätter Leuchten, die in einem definierten Abstrahlbereich eine Lichtstärke von 10 cd erreichen müssen. Es muss jeweils das oberste Rotorblatt befeuert werden (beim Dreiblattrotor also im Bereich ± 60° von der Senkrechten). Bei Stillstand der Windenergieanlage oder einer Drehzahl unterhalb der niedrigsten Nenndrehzahl, müssen alle Spitzen befeuert werden. Bei der Ausrüstung von Windenergieanlagen mit Blattspitzenhindernisfeuern sind auf dem Maschinenhaus zusätzliche Hindernisfeuer (= rotes Rundstrahl-Festfeuer mit einer Lichtstärke von mind. 10 cd im Abstrahlbereich von −2° bis +10° gegenüber Horizontal) erforderlich.

Seit Mai 2020 ist bei Anlagenhöhen von mehr als 150 m und bis einschließlich 315 m über Grund oder Wasser eine zusätzliche Befeuerungsebene, bestehend aus Hindernisfeuer, auf der halben Höhe zwischen Grund oder Wasser und der Nachtkennzeichnung anzubringen. Sofern aus technischen Gründen erforderlich, kann bei der Anordnung der Befeuerungsebenen um bis zu fünf Meter nach oben oder unten abgewichen werden. Aus jeder Richtung müssen mindestens zwei Hindernisfeuer pro Ebene sichtbar sein. Vorher waren bei Windenergieanlagen mit ca. 200 m Gesamthöhe zwei zusätzliche Befeuerungsebenen am Turm vorgeschrieben.

#### Bedarfsgesteuerte Nachtbefeuerung
Um die z. T. als störend empfundene Nachtbefeuerung auf ein Mindestmaß reduzieren zu können, wurden verschiedene Systeme entwickelt, welche die Positionslampen nur dann einschalten, wenn sich tatsächlich ein Flugzeug in der Nähe befindet. Dies wird offiziell als „Bedarfsgesteuerte Nachtkennzeichnung“ (BNK) bezeichnet.
Tests mit einem radargestützten System, das gemeinsam von Enertrag und Airbus entwickelt wurde, begannen 2012; 2015 wurde es durch deutsche Behörden zugelassen. Wenn Radargeräte mit Phased-Array-Antennen verwendet werden, müssen mindestens drei bis vier Radargeräte installiert werden. Wenn die Radargeräte nach dem FMCW-Prinzip arbeiten, dann genügt eine Sendeleistung von jeweils 4 Watt, etwa doppelt so viel wie die eines Handys. Bei dem Einsatz von rotierenden Antennen genügt ein Radargerät. Ist dieses ein klassisches Impulsradar, dann ist eine Impulsleistung im Kilowatt-Bereich zu erwarten.
Bei einem Defekt im Radarsystem wird die Nachtbefeuerung zurück auf Dauerbetrieb geschaltet. Damit kann während ca. 98 % der Zeit auf den Einsatz der Hindernisbefeuerung verzichtet werden. Erste größere Projekte zur Nachrüstung des Systems in bestehenden Windparks laufen; beispielsweise sollen noch 2017 rund 90 % aller Windkraftanlagen im Landkreis Uckermark von Dauerbefeuerung auf bedarfsgesteuerte Befeuerung umgestellt werden. Anfang Februar 2017 wurde zudem ein Projekt nahe dem holsteinischen Marne bekannt, bei dem rund 200 Windkraftanlagen auf bedarfsgerechte Befeuerung umgerüstet werden sollen. Verantwortlich ist das Unternehmen Airspex, ein Tochterunternehmen von Enertrag. Neben dem genannten Unternehmen ist auch Quantec Sensors als „Big Player“ im Bereich der Windkraftanlagen Nachrüstung mit BNK-fähigen Feuern zu nennen. Im Mai 2018 wurde auch ein Passivradar beruhendes System zugelassen, das ganz ohne eigene Sender auskommt. Stattdessen nutzt das System Abweichungen von bereits existierenden Fernseh- und Mobilfunk-Wellen, um sich nähernde Flugobjekte zu erkennen.
Eine weitere Technologie beruht auf der Nutzung der bordseitigen Transpondersignale der Luftfahrzeuge. Mit dem Energiesammelgesetz aus dem Dezember 2018 wurde diese Technologie als BNK-Lösung gesetzlich vorgeschlagen. Eine Ratifizierung des Entwurfs einer entsprechenden allgemeinen Verwaltungsvorschrift zur Umsetzung durch den Bundesrat erfolgte im Februar 2020. Der Vorteil der Nutzung der Transpondertechnologie sind geringer Aufwand für die Einrichtung der Antennen auf dem Maschinenhaus von nur wenigen Windenergieanlagen in einer Fläche, die hohe Qualität der Signalerkennung sowie die Erfassung aller Signale bis zum Boden im vorgeschriebenen Wirkraum der BNK. Ein Testsystem ist seit Juli 2019 erfolgreich in Betrieb. Darüber hinaus findet die moderne Erfassung und Auswertung der in der Luftfahrt langjährig bewährten Transpondersignale eine breite Akzeptanz von nächtlichen Luftraumnutzern, zum Beispiel da Helikopter-Rettungsdienste (HEMS-Anbieter) wie die ADAC-Luftrettung eine Detektion ab Flughöhe Null für deren Flugbetrieb fordern,
Die Pflicht, Windenergieanlagen mit einer Einrichtung zur bedarfsgesteuerten Nachtkennzeichnung auszustatten, gilt mit einer Übergangsfrist auch für Bestandsanlagen und ist in § 9 Abs. 8 EEG geregelt.

## Kennzeichnung als Schifffahrtshindernis
Abseits der Küste müssen Windenergieanlagen nicht nur als Luftfahrthindernis gekennzeichnet werden, sondern zudem als Hindernis für die Schifffahrt. In Deutschland ist dabei neben einer visuellen auch eine funktechnische Kennzeichnung vorgesehen.

### Visuelle Kennzeichnung
Einerseits müssen Offshore-Windenergieanlagen nach den gleichen Vorgaben wie Anlagen auf dem Land als Luftfahrthindernis mit optischen Maßnahmen gekennzeichnet werden. Um jedoch auch von Wasserfahrzeugen erkannt zu werden, ist eine zusätzliche Kennzeichnung notwendig.

#### Tageskennzeichnung
Die Tageskennzeichnung im Offshore-Bereich erfolgt durch einen grundsätzlich 15 m hohen gelben Anstrich sowie eine darauf angebrachte schwarze Beschriftung. Der Anstrich hat bei Anlagen in der Nordsee in einem Bereich von HAT (Highest Astronomical Tide = Höchstmöglicher Gezeitenwasserstand) bis HAT + 15 m, in der Ostsee im Bereich von 2 m bis 17 m über mittlerem Wasserstand zu erfolgen. Die Beschriftung muss in drei- bis vierfacher Form um den Mast angebracht sein und zur Identifikation der Anlage geeignet sein. Sie umfasst eine Identifikation des Windparks (bis zu drei Großbuchstaben) sowie die vom Betreiber festzulegende Anlagennummer innerhalb des Parks (bis zu vier Ziffern). Weiterhin können die Windenergieanlagen mit dem Wort „EXIT“ in Verbindung mit einem Pfeil beschriftet werden, um den kürzesten Weg zum Verlassen des Windparks auszuweisen.

#### Nachtkennzeichnung
Die Nachtkennzeichnung von Offshore-Anlagen erfolgt über 5-Seemeilen-Feuer sowie eine Nahbereichskennzeichnung. Dabei müssen die 5-Seemeilen-Feuer an jeder Windenergieanlage angebracht sein, die auf der Peripherielinie des Parks liegt. Die Feuer müssen sich auf einer Höhe von 10–25 m über HAT befinden. Wahlweise darf das Licht in alle Richtungen oder ausschließlich in Richtungen außerhalb des Windparks abgestrahlt werden. Die Befeuerung muss eine Stunde vor Sonnenuntergang eingeschaltet und eine Stunde nach Sonnenaufgang ausgeschaltet werden. Bei schlechten Sichtverhältnissen muss sie auch tagsüber in Betrieb bleiben. Alle verwendeten 5-Seemeilen-Feuer müssen mit einer automatischen Überwachung zur Erkennung eines Ausfalls ausgestattet sein. Der Takt der 5-Seemeilen-Feuer ist an den Eckpunkten eines Windparks abweichend von der Taktung der Feuer entlang der Peripherielinie. Die Nahbereichskennzeichnung kann durch Anstrahlung der schwarzen Beschriftung auf dem gelben Anstrich vorgenommen werden. Alternativ bietet sich die inverse Darstellung an, bei der die Beschriftung selbst gelb leuchten muss.

### Funktechnische Kennzeichnung
Im Rahmen der funktechnischen Kennzeichnung ist jeder Offshore-Windpark mit AIS, UKW-Sprechfunk sowie gewissen UKW-Funkkanälen auszustatten. Über AIS werden dabei wesentliche Informationen zur Identifikation des Windparks sowie zu dessen Ausdehnung übermittelt. Um eine Reichweite des AIS von 20 sm (rund 37 km) zu gewährleisten, muss eine Antennenhöhe von mindestens 36 m über der höchsten Tide eingehalten werden.

## Technik

### Feuer
Während in älteren Feuern noch Glüh-, Halogen- oder Leuchtstofflampen verbaut wurden, beruhen modernere Konzepte überwiegend auf langlebiger LED-Technik. Um nachts auch von Piloten mit Nachtsichtgeräten erkannt zu werden, sollte in den Feuern/Leuchten einige Infrarot-LED verbaut sein.
Das weiß blitzende Mittelleistungsfeuer zur Tageskennzeichnung wird oft auch mit Xenon-Leuchten realisiert.

### Tag-/Nacht-Umschaltung
Die Umschaltung zwischen der Tag- und der Nachtbefeuerung wird über einen Dämmerungssensor erreicht, der bei einer Schaltschwelle von 50 bis 150 Lux reagieren muss.

### Synchronisation
Um das Erscheinungsbild der Befeuerung von Windenergieanlagen für den Menschen harmonischer zu gestalten, wird die Befeuerung eines Windparks häufig synchronisiert. Dies geschieht über ein Zeitsignal, das z. B. über GPS oder DCF77 empfangen wird. Oft wird dieses Zeitsignal von einem Master-Feuer über das windparkinterne Netzwerk an die übrigen Feuer verteilt. Moderne Feuer sind jeweils mit einem eigenen GPS-Sensor ausgestattet, sodass auch bei Ausfall des Master-Feuer oder des Netzwerkes die Synchronisation gewährleistet ist.

## Maßnahmen zur Akzeptanzsteigerung
Mit der zunehmenden Höhe von Windenergieanlagen steigt auch die Anzahl der Anlagen, für die eine Pflicht zur Hinderniskennzeichnung besteht. Diese wird von den Menschen in ihrer Umgebung häufig als störend empfunden und leistet zudem einen gewissen Beitrag zur Lichtverschmutzung. Da Licht als Immission im Sinne des Bundes-Immissionsschutzgesetzes (BImSchG) gilt, können im immissionsschutzrechtlichen Gutachten sogar Auflagen zur Verringerung der Lichtemission festgelegt werden. Es bieten sich eine Reihe akzeptanzsteigernder Maßnahmen an, um die Lichtemissionen so gering wie möglich, aber dennoch so hoch wie nötig zu gestalten.
1. Erster Ansatzpunkt in diesem Sinne sind die Feuer selbst. So dürfen das Gefahrenfeuer sowie das Feuer W, rot nach unten abgeschirmt werden. Weiterhin ist seit 2009 das Feuer W, rot ES („ES“ steht für „erweiterte Spezifikation“) zugelassen, das neben den einzuhaltenden lichttechnischen Untergrenzen auch eine Obergrenze für die Lichtstärke vorgibt.
2. Zweiter Ansatzpunkt ist das Dimmen der Feuer bei guter Sicht. Wird mit Hilfe eines zertifizierten Sichtweitenmessgerätes eine Sichtweite von über 5 km festgestellt, darf die Leistung der Feuer (gilt für weiß blitzendes Feuer, Gefahrenfeuer und Feuer W, rot) auf 30 % der Nennlichtstärke reduziert werden, bei einer Sichtweite von über 10 km auf 10 %.
3. Bedarfsgerechte Befeuerung (auch: bedarfsgerechte Nachtkennzeichnung, bedarfsgesteuerte Nachtkennzeichnung): Das Ziel der bedarfsgerechten Befeuerung ist es, die Lichtemissionen so gering wie möglich zu halten, indem die Befeuerung dann abgeschaltet bleibt, wenn sich kein Flugobjekt im umgebenden Luftraum befindet. Dabei muss unbedingt die Erfassung aller Flugobjekte im relevanten Luftraum gewährleistet sein sowie eine ausfallsichere Fail-Safe-Technologie Verwendung finden. Drei verschiedene Systeme stehen derzeit zur Diskussion: Transponder (Sekundärradar), Primärradar sowie Passivradar.
  - Transponder (Sekundärradar): Ein im Windpark installierter Radarsensor empfängt die Transpondersignale, die zu deren Identifikation von Flugzeugen und Hubschraubern ausgesendet werden können. Wird ein Flugobjekt im warnrelevanten Bereich lokalisiert, so wird die Befeuerung eingeschaltet. Diese Technik ist vergleichsweise kostengünstig, setzt allerdings eine Transponderpflicht bzw. eine Transponder-Einschaltpflicht bei Nacht voraus[15][16].
  - Primärradar: Bei dieser Technologie werden von Antennen im Windpark elektromagnetische Impulse erzeugt, die an Flugobjekten reflektiert und von Sensoren erfasst werden. Aus den empfangenen Echos wird die Flugroute errechnet und im Fall einer kritischen Annäherung die Befeuerung eingeschaltet. Aufgrund der komplexeren Technik ist dieses Systems teurer als die Transponder-Methode. Zudem gibt es Systeme, die in Deutschland aufgrund von Frequenzüberschneidungen mit militärischen Anwendungen nicht zugelassen sind. Vorteilhaft ist jedoch, dass ein Flugobjekt selbst dann erkannt wird, wenn es selbst keine Signale aussendet. Da im Gegensatz zur Transponder-Lösung sämtliche relevanten Komponenten am Boden angeordnet sind, erkennt das System eventuell auftretende Funktionsstörungen und schaltet die Befeuerung ein.
  - Passivradar: Von nahegelegenen Sendern (z. B. aus dem Rundfunk- oder Mobilfunkbereich) sind die Eigenschaften der ausgesendeten elektromagnetischen Signale bekannt. Befindet sich ein Flugobjekt im Luftraum, so werden die Änderungen des Signals erfasst und mit komplizierter Berechnung kann auf die Flugbahn geschlossen werden. Dieses System hat seit Mai 2018 seine offizielle Anerkennung.